# شهرزاد کمالی
شهرزاده کمالی سویلمزاوغلو (به ترکی استانبولی: Şehrazat Kemali Söylemezoğlu) (زاده ۳ سپتامبر ۱۹۵۲)، مشهور به نام هنری شهرزاد یا شهرو، ترانه‌سرا، خواننده، آهنگ‌ساز و تهیه‌کننده موسیقی در سبک جاز و پاپ از کشور ترکیه است.

## زندگی‌نامه

### اوایل زندگی و خانواده[۲]
پدرش سهام‌الدین کمالی سویلمزاوغلو (درگذشته ۱۳ آوریل ۱۹۸۱؛ وین) بازرگانی برجسته بود و به عنوان نخستین غول صنعت معدن ترکیه شناخته می‌شد. پدربزرگ او سلیمان شفیق پاشا، پسر علی کمالی پاشا، بیگلربیگی، ولایت روم شرقی عثمانی، که تنها برادر ادهم پرتو پاشا و یکی از فرمانداران پیشین قونیه بود. مادر او سوینچ طاووس، خواهر هنرمند سویم طاووس و دختر سفیر ترکیه در جمهوری آلبانی بود.
شهرزاد نخستین خواننده جاز ترکیه بود که در سطح بین‌المللی شناخته شده و مقامات ترکیه از او به عنوان یکی از شگفت انگیزترین صداهای قرن بیستم توصیف کرده‌اند. او از هنگام پشت‌سر گذاشتن سارا وان در جشنواره جاز میامی در سال ۱۹۴۸ با ترانهٔ «برای تو» ساختهٔ دوست خانوادگی آن‌ها عارف ماردین، تهیه‌کننده و موسیقی‌دان ترک-آمریکایی و برنده شدن ۱۲ جایزه گرمی به عنوان یک «دیوا» شناخته شد.
او در سال ۱۹۷۰ به خواسته والدینش برای آموزش بهتر در مدرسه بین‌المللی چویفت در بیروت، لبنان ثبت‌نام کرد و فارغ‌التحصیل شد.
تا پیش از این، او بیشتر اوقات دوران کودکی خود را در ترکیه گذرانده بود. شهرزاد به زبان‌های ترکی، عربی، فرانسوی و انگلیسی مسلط است.
شهرزاد به عنوان تنها فرزند خانواده‌ای ثروتمند به دلیل ثروت و سبک زندگی، مورد توجه رسانه‌های جمعی زیادی قرار گرفته است. هرچند او یک برادر ناتنی با نام پدربزرگ پدری آن‌ها (سلیمان شفق) دارد، که پسر آینور بی‌یکتای-سویلمزاوغلو (دختر عمر هالیس بی‌یکتای و خواهرزاده کاظم قره بکر، از طرف مادرش) است. پدربزرگ مادری شهرزاد، حمامی‌زاده اسماعیل دده، مشهورترین آهنگساز موسیقی کلاسیک ترکیه است. خسرو گرده که با دختر دیپلمات و نویسنده غالب کمالی سویلمزاوغلو، عموی بزرگ شهرزاد ازدواج کرده است، با این ازدواج دایی او محسوب می‌شود. علاوه بر این، در میان فامیل‌هایش، جودت چاغلا، آهنگساز مشهور موسیقی ترکیه و حمید کمالی سویلمزاوغلو، معمار آنیت‌کابیر و تاشکی‌شالا فامیل وی هستند. علاوه بر این، روزنامه‌نگار میتات پرین (سردبیر آقای عبدی ایپکچی)، دیپلمات اوزر اف توس، سیاستمدار سلیم سارپر، و دیپلمات یوکسل سویلمز نیز از بستگان نزدیک او هستند. برخی از نوه‌های محمد پنجم امپراتور عثمانی مانند شاهزاده چنگیز عثمان اوغلو، شاهزاده عمر فوزی‌عثمان‌اوغلو، پسر عموها و مهری‌ماه سلطانه دختر عموی شهرزاد هستند.

### دوران حرفه‌ای موسیقی
شهرزاد، که مالک هزاران اثر موسیقی ترکیه است، اولین ترانهٔ پرطرفدار خود را با نام «یاز یاز یاز» نوشت که توسط ابرستاره ترک، اژدا پکان اجرا شد. این آهنگ به‌عنوان یک نقطه عطف در موسیقی پاپ ترکیه شناخته می‌شود.
در سال‌های اخیر، آهنگ‌های «بزرگ می‌بوسم» (به ترکی استانبولی: Kocaman Öpüyorum) و «نوبت شماست» (به ترکی استانبولی: Sırada Sen Varsın) از بنگو نیز از آثار موفقی‌اند که توسط شهرزاد نوشته شده‌اند. همچنین، آهنگ «نوزاد حنایی» (به ترکی استانبولی: Kınalı Bebek) که در سال ۱۹۹۴ به‌عنوان اولین اثر دمت ساغی‌اوغلو منتشر شد، یکی دیگر از قطعات بسیار محبوب شهرزاد بود.
بااینکه او صدایی کم‌نظیر و شگفت‌انگیز همانند مادرش دارد، اما او به‌جای اجرا‌های زنده و خوانندگی بیشتر به‌خاطر تولیدات موسیقی و آهنگسازی‌هایش شناخته می‌شود. ازاین‌رو، در اواخر دههٔ ۱۹۷۰ و اوایل دههٔ ۱۹۸۰، شهرزاد بیشتر به‌عنوان خواننده کاورهای تنظیم‌شده شناخته می‌شد. از برجسته‌ترین اجراهای او می‌توان به موارد زیر اشاره کرد:
- عشق یک قمار است (به ترکی استانبولی: Aşk Bir Kumarsa) – کاور آهنگ «برنده همه‌چیز را می‌برد» (به انگلیسی: The Winner Takes It All) از آبا
- دو سایه (به ترکی استانبولی: İki Gölge) – کاور آهنگ »گرفتار چشمان سبز تو شدم« (به انگلیسی: All Hung Up in Your Green Eyes) از سندی پسی
- عشق ناممکن (به ترکی استانبولی: İmkânsız Aşk) – کاور آهنگ چشمانم را می‌بندم و تا ده می‌شمارم (به انگلیسی: I Close My Eyes and Count to Ten) از داستی اسپرینگفیلد
- پروانه (به ترکی استانبولی: Kelebek) – کاور آهنگ آزاد همچون باد (به انگلیسی: Free as the Wind): زمینهٔ اصلی فیلم پاپیون ۱۹۷۳ از اینگلبرت هامپردینک

شهرزاد در بین سال‌های ۱۹۷۵ تا ۱۹۸۷، به دلیل چندزبانه بودن و سبک‌های گوناگون و گسترده‌اش در اجرای ترانه‌های معاصر و روایی به زبان انگلیسی،  توانست به‌عنوان تک‌خوان به‌صورت دوره‌ای در کلوب‌های ویژه مانند پلی‌بوی و گالا اجرا کند. این مکان‌ها میزبان برجسته‌ترین هنرمندان اجرایی ترکیه بوده‌اند.
با داشتن گنجینه‌ای از آهنگ‌های فوق‌العاده و حضور تأثیرگذار روی صحنه، اجراهای او مورد تحسین مخاطبان و رسانه‌ها قرار گرفت. بااین‌حال، او تصمیم گرفت از اجرای زنده کناره‌گیری کند و تمرکز خود را بر ترانه‌سرایی و آهنگسازی بگذارد.
شهرزاد همچنین تهیه‌کننده موسیقی برای چندین هنرمند برجسته ترکیه بوده است، از جمله:
- اژدا پکان – ابرستاره موسیقی پاپ ترکیه
- سیبل توزون – نماینده سابق ترکیه در مسابقه یوروویژن
- یلدیز کاپلان – خواننده و بازیگر
- ریحان کاراجا – خواننده پاپ
- زلیخا سونال – خواننده و مجری تلویزیونی
- گروه Band AF

سزن آکسو خواننده، ترانه‌سرا و تهیه‌کننده موسیقی پاپ ترکیه که بیش از ۴۰ میلیون آلبوم در سراسر جهان فروخته است، نزدیک‌ترین همکار شهرزاد محسوب می‌شود.
در ۲ فوریه ۱۹۸۵، شهرزاد به‌عنوان ستاره مهمان ویژه در جشن موسیقی برنامه تلویزیونی ماهانه "دو-ر-می" شرکت کرد. این رویداد که با عنوان "جاز و شب رقص" برگزار شد، شامل اجرای او با آهنگ "منو بشکن" (به انگلیسی: Break Me) بود.
در همان شب، دو نوازی شهرزاد و جاشکون دمیر با عنوان "عزیزم برگردد پیشم" (به انگلیسی: Baby Come to Me) نیز اجرا شد.
همچنین، او در ۱۹ ژوئن ۱۹۹۲ و سپس در ۳ مه ۱۹۹۶، زمانی که برنامه به کانالD واگذار شد، در برنامه گفت‌وگوی تلویزیونی «حرف حرف میاره» به میزبانی جم اوزر حضور پیدا کرد.

### بزرگداشت سی‌امین سال فعالیت شهرزاد
در ۲۴ ژانویه ۲۰۰۴، شهرزاد سی‌امین سالگرد فعالیت خود به‌عنوان ترانه‌سرا و آهنگساز را جشن گرفت. این رویداد در قالب یک کنسرت بزرگ با عنوان «آهنگ‌های شهرزاد» برگزار شد.
این کنسرت در مرکز فرهنگی «صنعت کار لونت» در استانبول و با همکاری بانک کار ترکیه اجرا شد و به پاس سه دهه تأثیرگذاری او در موسیقی ترکیه ترتیب داده شده بود.
در این کنسرت، شهرزاد برخی از بزرگ‌ترین آثار خود را اجرا کرد و تعدادی از برجسته‌ترین هنرمندان موسیقی ترکیه نیز دعوت بودند، از جمله:سزن آکسو، نیلوفر، آژدا پکان، عشقین نور ینگی، امل مفتی‌اوغلو و معزز آباجی.
به درخواست شهرزاد، تمامی دریافتی از این کنسرت، به‌همراه سود فروش هر بلیت، به بنیاد TSK Elele که وابسته به ستاد کل نیروهای مسلح جمهوری ترکیه است، اهداء شد.
علاوه بر این، کنسرت «آهنگهای شهرزاد» در سال ۲۰۰۵ از شبکه آ تی‌وی ترکیه نیز پخش شد.

## آثار

### پخش همگانی: ۱۹۶۸
- دو سایه(به ترکی: İki Gölge) (صفحه‌ آ)
- دیشب(به ترکی: Dün Gece) (صفحه‌ب)

### تنظیم: ۱۹۶۹
- فراموشم نکن(به ترکی: Beni Unutma)
- عشق ناممکن (به ترکی: İmkânsız Aşk)

### صفحه‌های ضبط ۴۵ دور در دقیقه(rpm): دهه ۱۹۷۰
- پروانه(۲:۵۸) (به ترکی: kelebek)
- " زبانش دوست، قلبش دشمن" (۱۹۷۴)(به ترکی: Dili Dost, Kalbi Düşman)
- قول می‌دهم، عزیزم، قول (به ترکی: Söz Sevgilim, Söz) (مدت: ۴:۰۶ یک صفحه ۴۵ دور منتشرشده در ۱۹۷۴ همکاری با جمرت بایکِنت
- دست در دست (به ترکی: Kolkola) (کاور آهنگی از دالیدا؛ متن ترانه از امید یاشار اوغوزجان)
- کسی در خانه‌ام را نمی‌زند (به ترکی: Ne Kapımı Çalan Var)
- هرکجا باشی (به ترکی: Nerede olsan)

### تک آهنگ (maxi single)
- نتوانستم دوستت داشته باشم، چشم مشکی‌ام (به ترکی: Sevemedim Karagözlüm) (به‌عنوان اولین ماکسی-سینگل (MCD) در ترکیه)

### آلبوم کوتاه: ۱۹۸۰[۲۱]
- نتوانستم دوستت داشته باشم چشم مشکی‌ام (به ترکی: Sevemedim Karagözlüm) (صفحه‌ آ، مدت۴:۴۹)
- از این پس آزادم (به ترکی: Hürüm Artık) (صفحه‌ آ، مدت زمان: ۳:۵۲)
- پاداش (به ترکی: Bahşiş) (روی‌صفحه‌ب ۳:۲۶)
- دوست داشته‌ام (به ترکی: Seni Sevmişim) (صفحه آ، مدت زمان: ۳:۲۲)

### فرمتlp برای گرامافون و وینیل: ۱۹۸۱[۲۲]
1. "خودم کردم، خودم یافتم (ای وای)"(به ترکی: Kendim Ettim, Kendim Buldum (Eyvah))
2. "در کنارت" (به ترکی: Yanında)
3. "عشق اگر یک قمار باشد" (به ترکی: Aşk Bir Kumarsa)
4. "گوش‌هایت بجنبد" (به ترکی: Kulakların Çınlasın)
5. "لای لا، لای لا (به زندگیت برس)" (به ترکی استانبولی: Lay la, Lay la (Yaşamaya Bak Sen))

### مجموعه آلبوم: ۲۰۰۲
- "ببین، یکی بود یکی نبود (به ترکی: Bak Bir Varmış Bir Yokmuş): ضبط‌های اصلی دهه ۶۰ و ۷۰

### مجموعه آلبوم: ۲۰۰۷
- ترانه‌های طلایی ما (به انگلیسی:Our Golden Songs)

### مجموعه آلبوم: ۲۰۰۸
- چنار، جلد اول "به یاد و گرامیداشت آیسل گورل، ترانه‌سرای فقید"
- رشوه (به ترکی: Rüşvet) (نویسندگان: آیسل‌گورل، شهرزاد و ولگا تامز)